# CC Cowboys
CC Cowboys är en norsk rockgrupp, bildad 1989 i Fredrikstad. Namnet tog gruppen från en sång med den svenska gruppen Imperiet. Ett varumärke för gruppen är Magnus Grønnebergs norska texter och intensiva stämma. Bandets debutalbum Blodsbrødre gavs ut 1990 och gav dem Spellemannprisen som årets nykomling. Under 1990-talet hade de i Norge hitar med låtar som "Harry", "Barnehjemmet Johnny Johnny", "People in Motion" och "Når du sover". Bandet upplöstes 1998 men återförenades 2003.
Det blev succé med albumen Lyst (2003), Evig liv (2006), Morgen & kveld (2009) och Innriss (2011), samt singlarna "Kom igjen" (2007) och "Kanskje du behøver noen" (2009) och det akustiska livealbumet På Svalbard uten strøm (2007). Hösten 2011 kom 40 beste. Vidare gav de i juni 2015 ut albumet Til det blir dag, och i juni 2016 Live - synder i sommersol. Grønneberg sjöng psalmer av Egil Hovland på 2017-albumet Tårnhøye bølger.

## Medlemmar
Nuvarande medlemmar
- Magnus Grønneberg – sång, gitarr (1989–1998, 2003– )
- Jørn Christensen – gitarr (2003– )
- Per Vestaby – basgitarr (2003– )

Tidigare medlemmar
- Anders Grønneberg – basgitarr (1989–1992)
- Håvard Eidsaunet – basgitarr, sång (1992–1998)
- Trond Berg – gitarr (1989–1996)
- Kjetil Melkersen – gitarr (1996–1998)
- Agne Sæther – trummor, slagverk (1989–1998, 2003-2022)

Livemedlemmar
- Kyrre Fritzner – gitarr, keyboard, bakgrundssång, slagverk (2009– )
- Eirik Tovsrud Knutsen - klaviaturinstrument (2018-)
- Henrik Maarud - trummor (2022-)

## Diskografi
Studioalbum
- 1990 – Blodsbrødre
- 1991 – Rock'n Roll Ryttere
- 1992 – Tigergutt
- 1994 – Persille & panser
- 1996 – Himmeltitter
- 2003 – Lyst
- 2006 – Evig liv
- 2009 – Morgen & kveld
- 2011 – Innriss
- 2015 – Til det blir dag
- 2018 – Perfekt Normal
- 2020 – Elsket for alltid

Livealbum
- 2007 – På Svalbard uten strøm
- 2016 – Live Synder I Sommersol

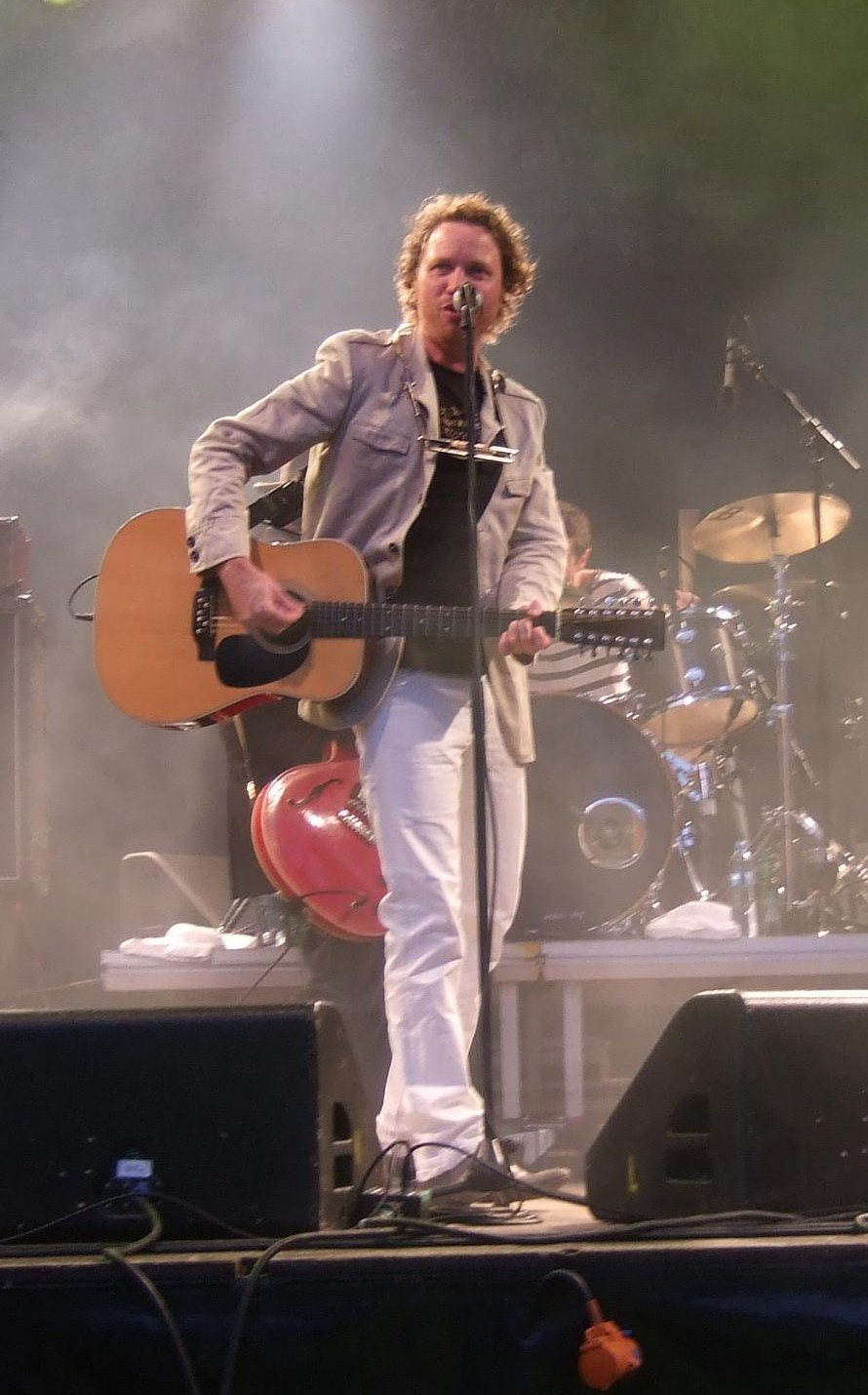
Magnus Grønneberg i Bodø 2007

- 2022 – Med KORK i Kollen med Kringkastingsorkestret

EP
- 1993 – People in Motion

Singlar
- 1990 – "Harry"
- 1990 – "Vill, vakker og våt"
- 1990 – "Død manns blues"
- 1991 – "Urettferdig"
- 1991 – "Barnehjemmet Johnny-Johnny"
- 1992 – "Tigergutt"
- 1992 – "Lykkejegere"
- 1992 – "Sove inn"
- 1993 – "Dans meg gjennom kropp og ånd" (med Somebody's Darling)
- 1993 – "Alle vet jo det" (med Kari Bremnes)
- 1994 – "Damene i Domus"
- 1994 – "Når du sover"
- 1996 – "Et skolebrød i storefri"
- 1996 – "River i"
- 1996 – "Nå kommer jeg og tar deg" (maxi-singel)
- 1998 – "Er det ikke typisk"
- 2003 – "På en god dag"
- 2006 – "Kom igjen"
- 2006 – "Spillemann"
- 2007 – "Tilgivelsens kunst"
- 2009 – "Kanskje du behøver noen"
- 2011 – "Bare du"

Samlingsalbum
- 1998 – Ekko: CC Cowboys beste
- 2007 – 40 Beste
- 2020 – 1990–2020